# Jane par Charlotte
Pour plus de détails, voir Fiche technique et Distribution.
Jane par Charlotte est un film français réalisé par Charlotte Gainsbourg, sorti en 2021.

## Synopsis

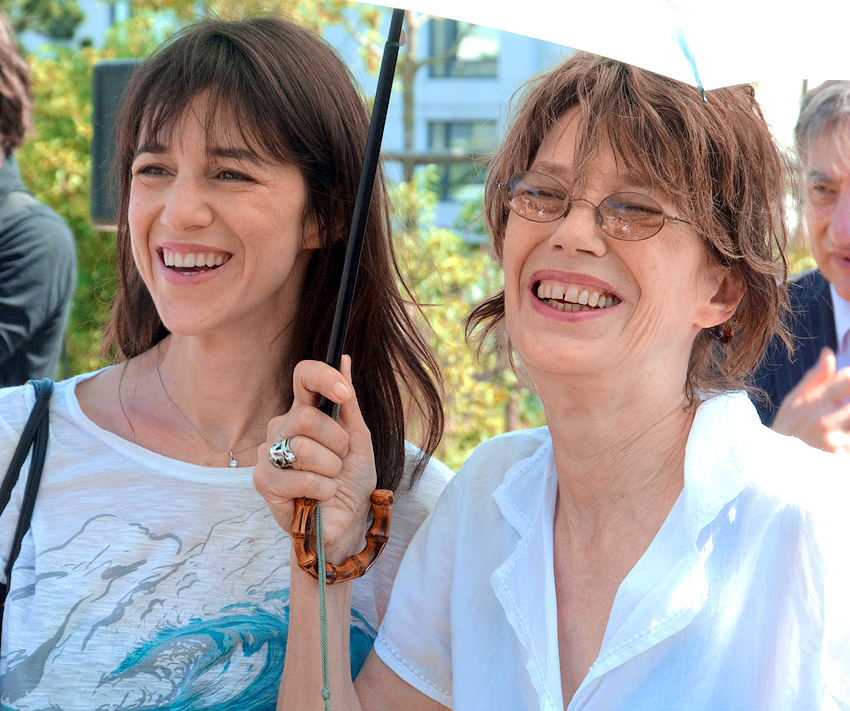
Charlotte et Jane en 2011.

Charlotte Gainsbourg filme et prend en photo sa mère Jane Birkin sur une période de plusieurs mois, lors de concerts à New York et à Tokyo, mais aussi dans sa maison en Bretagne et dans leur ancien appartement parisien transformé en musée en hommage à Serge Gainsbourg, la Maison Gainsbourg. Elles se font mutuellement des confidences et parviennent à dépasser leur pudeur et leur timidité l'une par rapport à l'autre, en se posant des questions « impudiques ».

## Fiche technique
Sauf indication contraire, les informations mentionnées dans cette section peuvent être confirmées par la base de données cinématographiques IMDb,  présente dans la section « Liens externes ».
- Titre français : Jane par Charlotte
- Réalisation et scénario : Charlotte Gainsbourg
- Montage : Tianès Montasser, Anne Person
- Pays de production :  France
- Sociétés de production : Nolita Cinema, Deadly Valentine, en association avec la SOFICA Indéfilms 9
- Langue originale : français
- Format : couleur
- Genre : biographie, documentaire
- Durée : 86 minutes
- Dates de sortie :
  - France : 7 juillet 2021 (Festival de Cannes 2021), 12 janvier 2022 (sortie nationale)

## Distribution
- Jane Birkin : elle-même
- Charlotte Gainsbourg : elle-même
- Jo Attal : elle-même

## Sortie

### Promotion

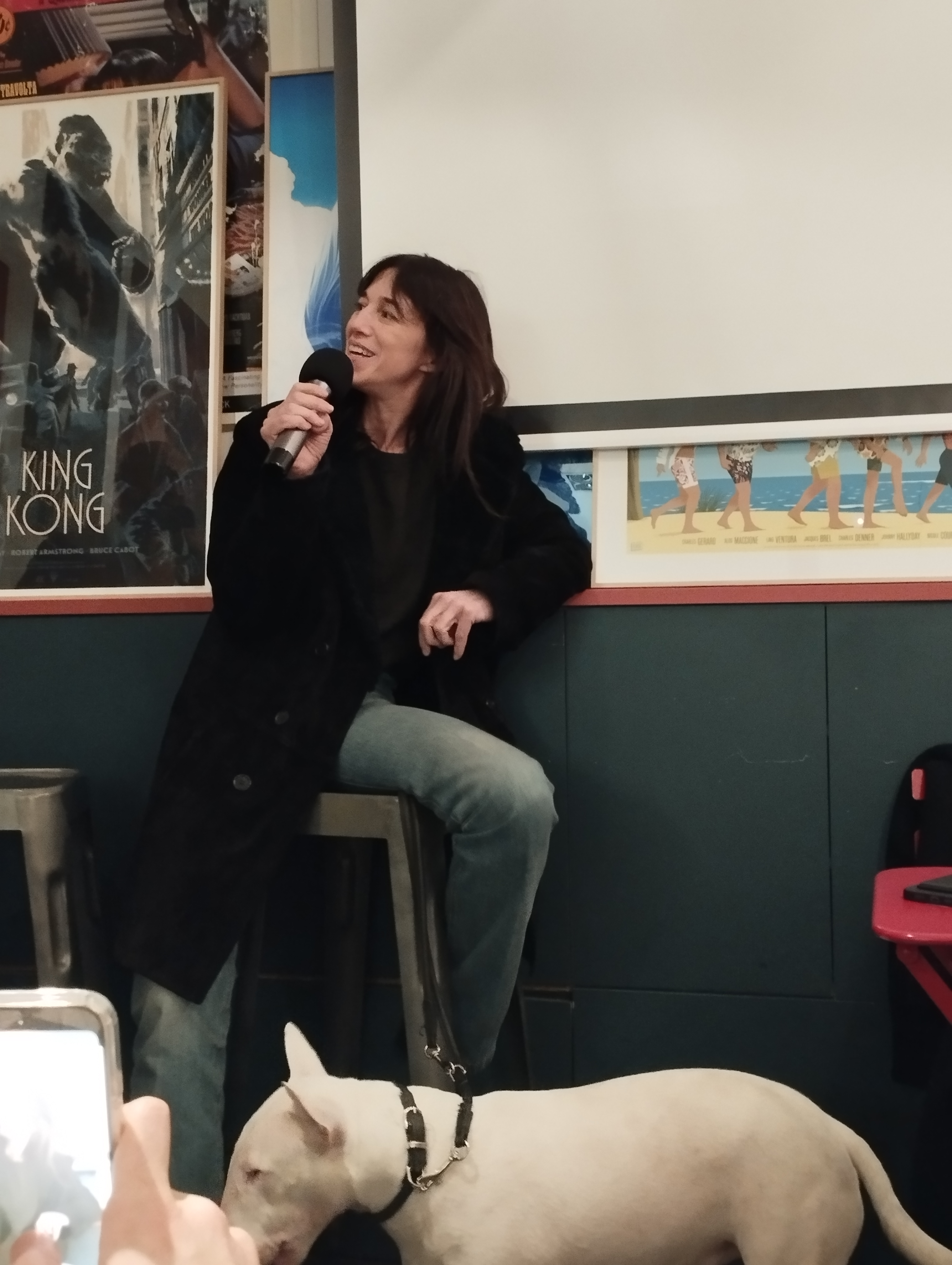
Charlotte Gainsbourg en séance de dédicace en décembre 2022 pour la promotion de Jane par Charlotte.

Le film a été présenté au public à l’occasion de projections dans plusieurs festivals et en salles en France. Il a notamment été présenté hors compétition à la première édition de la section Cannes Premières au Festival de Cannes 2021, en présence de Charlotte Gainsbourg et Jane Birkin,.  
Le documentaire est ensuite sorti en salles en France le 12 janvier 2022, suivi de séances de promotion, notamment avec la présence de Charlotte Gainsbourg et des projections spéciales.

### Accueil critique
En France, le site Allociné recense une moyenne des critiques presse de 3,6/5.

## Distinctions

### Nominations
- César 2023 : Meilleur film documentaire

### Sélection
- Festival de Cannes 2021 : sélection en section Cannes Premières